# Goniophlebium korthalsii
Goniophlebium korthalsii là một loài thực vật có mạch trong họ Polypodiaceae. Loài này được (Mett.) Bedd. miêu tả khoa học đầu tiên năm 1892.